# Комсомолец Донбасса
ОАО «Шахта „Комсомолец Донбасса“», угледобывающее предприятие (город Кировское Донецкой области, Украина) — одно из крупнейших предприятий отрасли на Украине.
Добыча угля в 2001 году составила 1777,659 тысяч тонн.
Ранее входила в трест «Октябрьуголь». На сегодняшний день подконтрольна Донбасской топливно-энергетической компании, которая управляет энергетическим направлением бизнеса System Capital Management.
В октябре 2014 года шахта подвергалась артиллерийским обстрелам, что поставило под угрозу снабжение тощим углём Криворожской и Приднепровской ТЭС. Шахта оказалась на территории ДНР. Тем не менее при ДНР два года подряд в День независимости Украины администрация шахты по техническим причинам останавливала ее работу.
По состоянию на 2017 год шахта работала в следующем режиме: половину каждого месяца шахтеры работали, а вторую половину находились в неоплачиваемых отпусках. Стаж при этом не засчитывался.